# Hubert Barrère
Hubert Barrère, né le 15 novembre 1961, est un créateur de mode, corsetier et brodeur français.
Il rejoint en 1997 la maison Hurel comme directeur artistique et crée des broderies pour de grandes maisons de luxe (Chanel, Vuitton, Dior, etc.). Il intègre la maison Lesage en tant que directeur artistique en décembre 2011. Il choisit alors le corset comme élément central de son travail.

## Biographie
Hubert Barrère est né le 15 novembre 1961 en Bretagne. Après des études de droit,, Hubert Barrère est diplômé de l'École de la Chambre syndicale de la Haute Couture de Paris,.
Hubert Barrère travaille de 1992 à 1995 aux côtés de Thierry Mugler tout en étant styliste freelance pour Hartnell et Daniel Swarovski en 1993, puis directeur artistique de Ghislain Vicaire l'année suivante.

Après le lancement de la ligne de corsets Hubert Barrère en 1995, il présente sa première collection en 1996 pour laquelle il est récompensé par le Grand Prix de la Mode de la Ville de Paris,.
Directeur artistique du brodeur Hurel de 1997 à 2011, il devient vers cette époque très proche de Karl Lagerfeld. Il intègre la maison Lesage à partir de décembre 2011 ; il établit des collaborations avec plusieurs marques dont Armani, Balenciaga, Donna Karan, Dolce & Gabbana, Jean Paul Gaultier, Prada et Pucci.
En 2008, il est le premier homme élu à la présidence du Fashion Group International de Paris et devient le Directeur artistique de la maison Lesage en 2011.
En avril 2011, Hubert Barrère publie le livre Corset aux Éditions du Rouergue, coécrit avec Charles-Arthur Boyer, expliquant le corset d’un point de vue historique, symbolique et technique ainsi qu'à son importance dans la mode,. Il est jury « accessoires de mode » du Festival international de mode et de photographie en 2020. En parallèle, il dessine, au cours de sa carrière, des costumes d'opéras.

## Collaborations

### Broderies
Armani, Alexander Mc Queen, Balenciaga, Chanel, Chloé, Donna Karan, Dior, Dolce & Gabbana, Roberto Cavalli, Jean Paul Gaultier, Givenchy, Gucci, Julian Mc Donald, Thierry Mugler, Prada, Pucci, Ralph Lauren, Valentino, Versace, Vuitton.

### Corsets
Ungaro, Dolce & Gabbana, Versace, Roberto Cavalli, Valentino, Stella McCartney pour Chloé, Alexander Mc Queen pour Givenchy et sa propre ligne, John Galliano pour Dior et sa propre ligne, Jean Paul Gaultier, Karl Lagerfeld pour Chanel, Marc Jacobs pour Louis Vuitton.

## Expositions
- 2011 : Journées du Patrimoine, exposition de la Vierge de Sèvres à la cité de la céramique
- 2011 : Pudeurs et colères de femmes à la Fondation Boghossian, Bruxelles[10]
- 2011 : Or du temps au Plaza – Athénée de Maison parisienne puis à la galerie de Sèvres[11]
- 2010 : Conversation Haute-couture Paris, Shanghai
- 2010 : Si la guirlande de Julie était en laine, château de Rambouillet
- 2006 : Mode et Mariage au musée de Knokke-le-Zoute[Lequel ?]
- 2004 : Robes de rêve au musée de la dentelle à Calais
- 2001 : Jouer la lumière au musée de la Mode et du Textile à Paris[12]
- 2000 : The corset au FIT (Fashion Institut of Technology) à New York
- 1999 : Fashion Backstage au Bunkamura Museum à Tokyo
- 1998 : Le Mariage au musée Galliera à Paris
- 1997 : Mode et Lingerie au musée de la dentelle à Calais.

## Distinctions et récompenses
- 2008 : lauréat du Talent de l’Audace par le Centre du luxe[13]
- 1996 : grand prix de la mode de la Ville de Paris